# Diomedea dabbenena
L'albatro di Tristan (Diomedea dabbenena Mathews, 1929) è un grosso uccello marino della famiglia dei Diomedeidi. Appartenente ai grandi albatri del genere Diomedea, è stato riconosciuto specie a sé stante solamente nel 1998.

## Tassonomia
Sebbene non tutti gli scienziati lo ritengano una specie a sé stante, ma solamente una sottospecie dell'albatro urlatore, uno studio del 2004 sul DNA mitocondriale e sui microsatelliti degli uccelli membri del complesso di specie dell'albatro urlatore ha supportato questa nuova classificazione. Altri studi hanno mostrato che è il membro più distinto geneticamente tra gli albatri appartenenti alla superspecie Diomedea exulans. La causa di questa differenziazione potrebbe essere dovuta al fatto che si sia distanziato dall'antenato comune prima di tutti gli altri suoi parenti o alla deriva genetica.

## Descrizione
L'albatro di Tristan è, tuttavia, praticamente indistinguibile dall'albatro urlatore: è solamente un po' più piccolo ed ha il dorso leggermente più scuro. È lungo 110 cm ed ha un'apertura alare che può raggiungere i 3,5 m. A causa della difficoltà nel distinguerlo dall'albatro urlatore, la sua distribuzione non è ancora nota con chiarezza, ma l'utilizzo del tracking satellitare ha indicato che si nutre soprattutto nell'Atlantico meridionale: i maschi ad ovest delle isole dove avviene la nidificazione, verso il Sudamerica, e le femmine ad est, verso l'Africa. Si ciba soprattutto di calamari, in particolar modo di Istioteutidi.

## Distribuzione
L'albatro di Tristan è endemico delle isole appartenenti al gruppo di Tristan da Cunha e dell'Isola di Gough. Quasi tutti gli esemplari, circa 1500 coppie, nidificano proprio su quest'ultima isola. Alcune colonie si trovano anche sull'Isola Inaccessibile. In passato era minacciato dalle specie introdotte dall'uomo, come ratti, cani e maiali, ma questi sono stati in seguito rimossi dalle isole dove si riproducono. Tuttavia, la loro rimozione ha portato ad un aumento del numero dei topi, tanto che questi animali hanno iniziato a nutrirsi e a uccidere in massa i pulcini. Sebbene i piccoli albatri siano molto più grandi dei topi, non sono in grado di difendersi da essi nel modo adeguato. La causa principale della diminuzione degli albatri di Tristan, comunque, è la pesca col palamito.

## Conservazione
Considerato negli anni scorsi specie minacciata dalla IUCN, si teme che si trovi in una situazione peggiore di quella sostenuta in passato. In seguito ad ulteriori valutazioni, nella Lista Rossa del 2008 viene considerato in pericolo critico.